# Schrenkia vaginata
Schrenkia vaginata là một loài thực vật có hoa trong họ Hoa tán. Loài này được (Ledeb.) Fisch. & C.A. Mey. miêu tả khoa học đầu tiên năm 1841.